# 博徒道 襲名披露
博徒道 襲名披露（ばくとどうしゅうめいひろう）は、2004年7月にケイエスエスが発売した清水健太郎主演のオリジナルDVD。

## ストーリー
昭和33年、晩秋。
東京・浅草博徒の顔、雷神会花村一家五代目総長 花村組組長（長門裕之）が亡くなり、関東三大盆の一つ、浅草夜狐盆を仕切ってきた花村組の跡目問題が急浮上する。
長年五代目に仕え、六代目として有望視されてきた中井誠二郎（清水健太郎）は、兄弟盃の仲であり、5年前の夜狐盆を敵対する須藤組より守った山川（山田辰夫）を推していたが、一家内の取り決めで、小泉組貸元の小泉（武蔵拳）が六代目襲名することとなった。
しかし、その決定に納得がいかない山川は組に対し反旗を翻すが、その裏では花村一家内各組長と雷神会貸元衆が、須藤一家と不穏な動きを見せていた……。
昭和33年12月吉日、六代目雷神会花村一家の代目継承盃の儀式が行われた。
男たちの意地と野望を賭けて、壮絶な戦いが繰り広げられる。

## キャスト
- 清水健太郎：雷神会花村一家中井組組長 中井誠二郎
- 鶴田さやか：おさきちゃん(山川組組長の妹)
- やべきょうすけ：雷神会花村一家山川組組員 マサ
- 福崎和広：雷神会花村一家山川組組員
- 森香名子
- 村田秀幸：雷神会花村一家中井組組員
- 水元秀二郎：雷神会花村一家中井組組員
- もてぎ弘二：雷神会兼重組組員
- 高橋一興：風神会須藤一家本宮組組長 本宮
- 筒井巧：山興証券社員 本宮ハルキ（須藤一家本宮のせがれ）
- 本宮泰風：風神会須藤一家本宮組幹部 キザキ → 風神会須藤一家代貸
- 岡崎二朗：関東桜会 玄海壮八
- 武蔵拳：雷神会花村一家小泉組組長(貸元) 小泉憲吉 → 雷神会花村一家六代目総長
- 小林勝彦：雷神会
- 松山鷹志：雷神会兼重組組長 兼重
- 山田辰夫：雷神会花村一家山川組組長 山川
- 長門裕之：雷神会花村一家五代目総長 花村組組長

## スタッフ
- 企画・原案・プロデューサー：川上泰弘
- プロデューサー：徳永裕明
- 監督：桑原昌英
- 脚本：青池雄太中田信一郎
- 撮影：山下弘之
- 音楽：野島健太郎
- 照明：安部力
- 美術：中村聡宏